# Acer erianthum
Acer erianthum är en kinesträdsväxtart som beskrevs av Schwerin. Acer erianthum ingår i släktet lönnar, och familjen kinesträdsväxter. Inga underarter finns listade i Catalogue of Life.